# Oisco de Kent
Oisco (também Oeric, Aesc ou Esc) foi um dos primeiros rei de Kent, que reinou de 488 até 516.
Pouco é conhecido sobre ele, e as informações sobre sua vida são vagas e suspeitas. Crê-se que ele tenha sido neto de Hengesto. Oisco foi considerado pelas gerações futuras como fundados do reino ou a linha real, e seus próprios descendentes chamavam-se a si mesmos "Oiscingas".